# Doctor Manuel Velasco Suárez, Ocosingo
Doctor Manuel Velasco Suárez är en ort i Mexiko.   Den ligger i kommunen Ocosingo och delstaten Chiapas, i den sydöstra delen av landet, 900 km öster om huvudstaden Mexico City. Doctor Manuel Velasco Suárez ligger 1 125 meter över havet och antalet invånare är 173.
Terrängen runt Doctor Manuel Velasco Suárez är lite bergig. Runt Doctor Manuel Velasco Suárez är det glesbefolkat, med 16 invånare per kvadratkilometer. Närmaste större samhälle är Taniperla, 5,3 km nordost om Doctor Manuel Velasco Suárez. I omgivningarna runt Doctor Manuel Velasco Suárez växer i huvudsak städsegrön lövskog.